# Grenzbeauftragter
Ein Grenzbeauftragter ist eine berufliche Funktion innerhalb einiger Polizeiorganisationen.

## Bundesrepublik Deutschland
Der Präsident des Bundespolizeipräsidiums ist in Personalunion Grenzbeauftragter des Innenministeriums.

## Bayern
In Bayern wird für dieses Amt die Bezeichnung Koordinator für grenzüberschreitende Zusammenarbeit verwendet. In der Bayerischen Polizei, ist dieser in Personalunion neben der Leitung einer Polizeiinspektion für Belange des Grenzschutzes respektive der Sicherheit der Bundesgrenzen in Bayern verantwortlich und wird von der Führungsdienststelle bestellt.
Sie sind meist Angehörige des höheren Dienstes. 
Zu den Aufgaben gehören insbesondere:
- Austausch und Steuerung von polizeilich relevanten Informationen für das gesamte Grenzgebiet
- Unterstützung von polizeilichen Einsatz- und Fahndungsmaßnahmen in den Grenzgebieten
- Überörtliche Lenkung der grenzpolizeilichen und grenzpolitischen Arbeit (z. B. Rückübernahmeabkommen, Grenzabfertigungsabkommen etc.)
- Herstellen, Vermitteln und Unterhalten von Kontakten zu Sicherheits- und Polizeibehörden im gemeinsamen Grenzgebiet.

### Bayern – Tschechische Republik
Am 1. Juni 1970 wurde erstmals ein Grenzbeauftragter der Bayerischen Polizei für den Grenzabschnitt zur seinerzeitigen CSSR mit Sitz in Furth im Wald vom Bayerischen Staatsministerium des Inneren bestellt. Der Grenzbeauftragte war damals Angehöriger der Bayerischen Grenzpolizei.
Die Funktion des Grenzbeauftragten wurde in Personalunion vom jeweiligen Leiter der Grenzpolizeiinspektion Furth im Wald in Bayern wahrgenommen.
Seit 2004 waren der Grenzbeauftragten zwei Verbindungsbeamte aus Tschechien und zwei Verbindungsbeamte der Bundespolizei sowie drei Sprachmittler beigeordnet.
Zum 17. Dezember 2007 wurde die Verbindungsstelle in Furth im Wald aufgelöst. Der gesamte Aufgabenbereich, sowohl vom Grenzbeauftragten, als auch der Verbindungsstelle wurde dem Gemeinsamen Zentrum (GZ) der deutsch-tschechischen Polizei- und Zollzusammenarbeit in Schwandorf übertragen.
Beamte der Bayerischen Polizei, der Bundespolizei und der Tschechischen Polizei arbeiten im Gemeinsamen Zentrum in Schwandorf rund um die Uhr Seite an Seite. Das GZ hat so eine Schlüsselfunktion in der Zusammenarbeit der Polizeibehörden. Im Falle einer Nacheile stehen die beiden Polizeieinsatzzentralen Oberpfalz (Regensburg) und Pilsen sowie das GZ telefonisch in Verbindung.

### Bayern – Österreich
- Grenzpolizeiinspektion Kiefersfelden
- Grenzpolizeiinspektion Bad Reichenhall mit Außenstelle in Salzburg (Österreich)